# تولازامید
تولازامید دارویی از خانواده سولفونیل اوره ها است که برای کاهش غلظت گلوکز خون در بیماران مبتلا به دیابت نوع ۲ تجویز و استعمال می‌شود. این دارو جذب ویتامین تیامین یا ب یک را کاهش نمیدهد بلکه از طریق افزایش دفع ادرار موجب افزایش دفع این ویتامین از بدن و کمبود آن و در نتیجه بری بری میشود.